# ویهرن (روستا)
ویهرن (به بلغاری: Vihren) یک منطقهٔ مسکونی در بلغارستان است که در ساندانسکی واقع شده‌است.